# Yumaphthona
Yumaphthona là một chi bọ cánh cứng trong họ Chrysomelidae.
Chi này được miêu tả khoa học năm 1976 bởi Bechyne & Bechyne.

## Các loài
Chi này gồm các loài:
- Yumaphthona floralis Bechyne, 1986